# Robert Aramayo
Robert Aramayo (ur. 6 listopada 1992 w Kingston upon Hull) – angielski aktor, który wystąpił m.in. w filmie King’s Man: Pierwsza misja oraz serialach Gra o tron i Władca Pierścieni: Pierścienie Władzy.

## Filmografia

### Filmy
| Rok  | Tytuł                         | Rola               | Uwagi |
| ---- | ----------------------------- | ------------------ | ----- |
| 2016 | Zwierzęta nocy                | Steve „Turk” Adams |       |
| 2017 | Lato we Florencji             | Sal                |       |
| 2018 | Galveston. Droga do ocalenia  | Tray               |       |
| 2018 | The Standoff at Sparrow Creek | Keating            |       |
| 2019 | Stray Dolls                   | Jimmy              |       |
| 2019 | Eternal Beauty                | Johnny             |       |
| 2019 | Selvmordsturisten             | Ari                |       |
| 2020 | Antebellum                    | Daniel             |       |
| 2020 | The Empty Man                 | Garrett            |       |
| 2021 | King’s Man: Pierwsza misja    | Atkins             |       |
| 2023 | Dance First                   | Alfred Peron       |       |

### Telewizja
| Rok       | Tytuł                                 | Rola               | Stacja TV   | Uwagi              |
| --------- | ------------------------------------- | ------------------ | ----------- | ------------------ |
| 2016–2017 | Gra o tron                            | młody Ned Stark    | HBO         | 4 odc.             |
| 2016      | Harley and the Davidsons              | William S. Harley  | Discovery   | miniserial; 3 odc. |
| 2019      | Mindhunter                            | Elmer Wayne Henley | Netflix     | 1 odc.             |
| 2021      | Co kryją jej oczy (Behind Her Eyes)   | Rob                | Netflix     | miniserial; 6 odc. |
| 2022      | Władca Pierścieni: Pierścienie Władzy | Elrond             | Prime Video | w gł. obsadzie     |